# Pusher
Pusher är en dansk film från 1996, regisserad av Nicolas Winding Refn. Filmen fick mycket stor framgång i Danmark men även i flera andra europeiska länder.[källa behövs] Det var även filmen som satte fart på Refns karriär och blev den första av tre filmer skrivna och regisserade av honom.
Filmen hade premiär i Danmark 30 augusti 1996 och i Sverige 18 april 1997.

## Handling
Filmens utspelas i Köpenhamn och tar vid när knarklangaren Frank och hans följeslagare Tonny är på väg för att göra en heroinaffär. Paret lyckas endast sälja en del av narkotikan och fortsätter sedan att driva runt i staden. Frank besöker sin vän Vic – en prostituerad kvinna som gömmer delar av Franks narkotikalager för en avgift. Vic vill ha ett seriöst förhållande med Frank.
Frank får besök av sin forna fängelsekamrat, svensken Hasse, och de ordnar en större knarkaffär tillsammans. Frank besöker sin leverantör – den serbiske knarkkungen Milo – för att få tag i heroinet. Sedan tidigare är Frank skyldig Milo pengar, vilka han inte kan betala tillbaka. Milo låter honom ta narkotikan förutsatt att han omedelbart återvänder med pengarna från affären.
Affären spårar ur när polisen anländer och Frank dumpar heroinet i en damm under det misslyckade flyktförsöket. I häktet övertygar polisen Frank att Tonny har gjort ett erkännande där skulden läggs på Frank. Frank fortsätter ändå att bedyra sin oskuld. Efter ett dygn i häktet släpps han fri. Omedelbart söker han upp Tonny och misshandlar honom med ett basebollträ. Frank besöker återigen Milo och förklarar hur han förlorat narkotikan och pengarna. Milo tror inte på Franks historia och begär att han betalar tillbaka ännu mer än han redan är skyldig.
Milos cyniske hantlangare Radovan följer med Frank för att hjälpa honom driva in delar av de pengar andra är skyldiga honom, för att sedan betala tillbaka till Milo. Paret har en vänlig konversation där Radovan öppnar sig och berättar att han vill öppna en restaurang. Vidare försöker Radovan övertala en av Franks kunder att råna en bank för att betala tillbaka sin skuld men narkomanen begår istället självmord. Frank gör flera misslyckade försök att driva in pengar och Vic försöker mer och mer att få ihop det med honom. Han tar henne till olika nattklubbar och planerar att skjutsa henne till veterinären för att besöka hennes sjuka hund.
Frank gör klart en affärsuppgörelse med sin kurir Rita som förråder honom genom att byta ut heroinet till bakpulver. Radovan hotar Frank med fysiskt våld om han inte lyckas betala snart. Frank blir desperat och stjäl pengar och narkotika från ett gym med knarklangande kroppsbyggare, men ganska snart blir han hämtad och torterad av Radovan. Frank lyckas rymma och planerar att fly till Spanien med Vic. Han vittjar en gömma med pengar och lyckas överraska Radovan men skonar honom. Efter en lyckad affär får Frank ett telefonsamtal från Milo som är villig att ta emot en symbolisk summa pengar för att få slut på deras fejd. Frank förklarar rent ut för Vic att han inte längre tänker åka till Spanien med henne. Hon stjäl då hans pengar och flyr. Filmen slutar med en andfådd Frank som inte lyckas få tag på Vic samtidigt som hans fiender förbereder sig för en uppgörelse.

## Trilogi
Filmen inspirerade till två uppföljare som fokuserar på olika karaktärer i Köpenhamns undre värld. I Pusher II kretsar handlingen kring Franks förre affärspartner Tonny när han kämpar med sin relation till sin far och hans framtidsutsikter att själv bli far. Pusher III handlar om en hektisk dag i knarkkungen Milos liv då han kämpar med sitt drogberoende, misslyckas med ett par affärsuppgörelser, samt ordnar sin dotters födelsedagsfest.
Varje film i trilogin börjar med ett montage med filmens huvudkaraktärer under tiden som rockmusik spelas. Varje karaktär lyses upp ovanifrån och stirrar in i kameran samtidigt som deras namn visas.

## Rollista (i urval)
- Kim Bodnia – Frank (knarklangare)
- Zlatko Buric – Milo (serbisk knarkkung med matlagningsintresse)
- Laura Drasbæk – Vic (prostituerad och flickvän till Frank)
- Slavko Labovic – Radovan (Milos hantlangare och aspirerande restaurangägare)
- Mads Mikkelsen – Tonny (Franks glada affärspartner)
- Vanja Bajicic – Branko (Radovans kusin och Milos hantlangare)
- Peter Andersson – Hasse (svensk knarklangare)
- Lisbeth Rasmussen – Rita (Franks opålitliga kurir)
- Levino Jensen – Mike (kroppsbyggare och knarklangare)
- Thomas Bo Larsen – Narkoman (narkoman som är skyldig Frank pengar)
- Lars Bom – Polisman (en av polismännen som förhör Frank)
- Nicolas Winding Refn - Brian (som Jang Go Star)
- Jesper Lohmann - Mikkel (gangster)
- Steen Fridberg - Lasse (gangster)
- Gordon Kennedy - Anders (välmenande granne)
- Gyda Hansen - Franks mor
- Axel Ryding - Uffe (svensk knarkare)